# Enrique Enríquez de Sotomayor
Enrique Enríquez de Sotomayor (Burujón, ca. 1600-Panamá, 3 de noviembre de 1638) era un hidalgo descendiente de la Casa de Enríquez y militar, que ocupara los cargos de gobernador de la Capitanía General de Puerto Rico desde 1631 hasta 1635 y luego el de presidente-gobernador de Tierra Firme de 1635 a 1638.

## Biografía

### Origen familiar y primeros años
Enrique Enríquez de Sotomayor, también llamado Enrique Enríquez Núñez de Toledo, había nacido hacia 1600 en la localidad de Burujón del entonces Reino de Toledo, Castilla la Nueva que formaba parte de la Corona española.
Era hijo del hidalgo Gonzalo Enríquez Gaytan (n. Montánchez de la Extremadura leonesa, o en Menasalbas, Toledo, ca. 1570), caballero de la Orden de Santiago, quien fuera paje y caballerizo del rey Felipe III de España y por lo cual, miembro del linaje de los Enríquez de Castilla. Su madre era Lucía de Toledo (n. ca. 1580), natural de Toledo, que poseía propiedades en Burujón, entre otras más.

### Gobernador de la Capitanía General de Puerto Rico
Enríquez de Sotomayor fue nombrado gobernador de la provincia de Nueva Andalucía o Cumaná y al mismo tiempo como gobernador interino de la Capitanía General de Puerto Rico el 24 de enero de 1631. En ese mismo año, tras llegar a la isla ocupó el cargo recién el 2 de agosto e hizo comenzar la construcción de la muralla urbana bajo la dirección del ingeniero militar Bautista Antonelli. Se fortificó el lado sur de la ciudad hacia la bahía y se continuó hasta eventualmente encerrar totalmente la ciudad.
En 1635, fueron desalojados de San Cristóbal varios piratas que atacaban la ciudad, trasladándose estos a Santa Cruz (en las actuales islas Vírgenes de Estados Unidos). Sin embargo, cuando los españoles que lucharon contra ellos se marcharon de San Cristóbal, los piratas regresaron también a ese lugar.
Así, Enríquez de Sotomayor organizó una campaña contra ellos. La campaña, «con ayuda del paisanaje», fue un éxito y venció a los piratas de San Cristóbal y Santa Cruz (si bien, en 1637, los piratas regresarían a Santa Cruz, siendo vencidos nuevamente por la campaña del Sargento Mayor Domingo Rodríguez, con una tropa de 50 hombres).
A su muerte, fue sucedido en el cargo de gobernador de Puerto Rico por Iñigo de la Mota Sarmiento.

### Presidente-gobernador de la provincia de Tierra Firme
El 16 de febrero de 1635 fue nombrado gobernador de la provincia de Tierra Firme y presidente de la Real Audiencia de Panamá, y recién ocupó el cargo el 30 de junio del mismo año, donde ejerció hasta su fallecimiento.

### Fallecimiento
El gobernador Enrique Enríquez de Sotomayor falleció el 3 de noviembre de 1638 en la Ciudad de Panamá. Como hombre joven y virtuoso que había sido, su deceso conmovió a la población de la capital de Tierrafirme que le tributó muy solemnes honras fúnebres.

## Homenajes
Cuatro años después, en Madrid, se publicó en la imprenta de Pedro Taso un librito en donde se recopiló información biográfica y los poemas en latín que los habitantes panameños le habían dedicado.